# Hypericum sherriffii
Hypericum sherriffii är en johannesörtsväxtart som beskrevs av N.K.B. Robson och D.G. Long. Hypericum sherriffii ingår i släktet johannesörter, och familjen johannesörtsväxter. Inga underarter finns listade i Catalogue of Life.